# Корнелл Борхерс
Корнелл Борхерс (нем. Cornell Borchers) урождённая Корнелия Брух (англ. Cornelia Bruch; 16 марта 1925 — 12 мая 2014) — немецкая актриса.

## Биография
Родилась в литовском городе Шилуте в 1925 году. В 1949 году состоялся её актёрский дебют. В 1950-х Борхес появилась в ряде голливудских фильмов, среди которых «Большой подъём» (1950), «Никогда не прощайся» (1956) и «Стамбул» (1957). В 1955 году за роль в британской драме «Пленённое сердце» актриса была удостоена премии BAFTA. В середине 1950-х Борхерс познакомилась с немецким психологом Антоном Шелькопфом, после замужества с которым, и рождения дочери, завершила свою актёрскую карьеру. Последние годы проживала в Баварии.

## Награды
- BAFTA 1955 — «Лучшая иностранная актриса» («Пленённое сердце»)